# Xenia Hiebert
Xenia Hiebert (* 13. November 1998 in Loma Plata) ist eine paraguayische Leichtathletin, die sich auf den Sprint spezialisiert hat. Aktuell ist sie Inhaberin der Landesrekord über 100 und 200 Meter.

## Sportliche Laufbahn
Erste internationale Erfahrungen sammelte Xenia Hiebert im Jahr 2017, als sie bei den Südamerikameisterschaften in Luque mit der paraguayischen 4-mal-100-Meter-Staffel disqualifiziert wurde. Anschließend schied sie bei den Juegos Bolivarianos in Santa Marta mit 13,73 s in der Vorrunde im 100-Meter-Lauf aus und belegte im Weitsprung mit 5,09 m den neunten Platz. Im Jahr darauf kam sie bei den U23-Südamerikameisterschaften in Guayaquil mit 12,26 s und 25,42 s jeweils nicht über die erste Runde über 100 und 200 Meter hinaus und belegte mit der Staffel in 47,43 s den fünften Platz. 2019 schied sie bei den Südamerikameisterschaften in Lima mit 12,14 s im Vorlauf über 100 Meter aus und 2022 nahm sie an den Südamerikaspielen in Asunción teil. Dort belegte sie in 12,25 s den achten Platz über 100 Meter und gelangte mit 25,00 s auf den siebten Platz im 200-Meter-Lauf. Zudem erreichte sie im Staffelbewerb mit 46,37 s den vierten Platz. Im Jahr darauf schied sie bei den Südamerikameisterschaften in São Paulo mit 11,93 s im Vorlauf über 100 Meter aus und kam mit der Staffel nicht ins Ziel. 2024 schied sie bei den Ibero-Amerikanischen Meisterschaften in Cuiabá mit 11,62 s und 24,80 s jeweils im Vorlauf über 100 und 200 Meter aus. Im August schied sie bei den Olympischen Sommerspielen in Paris mit 11,82 s im Vorlauf über 100 Meter aus.
2025 verpasste sie bei den Südamerikameisterschaften in Mar del Plata mit 11,97 s den Finaleinzug über 100 Meter und belegte in der 4-mal-100-Meter-Staffel in 47,36 s den fünften Platz.
In den Jahren 2019 und 2023 wurde Hiebert paraguayische Meisterin im 100- und 200-Meter-Lauf.

## Persönliche Bestleistungen
- 100 Meter: 11,61 s (+1,9 m/s), 11. November 2023 in Asunción (paraguayischer Rekord)
- 200 Meter: 24,12 s (+0,8 m/s), 23. März 2024 in Asunción (paraguayischer Rekord)